# IC 3392
IC 3392 је спирална галаксија у сазвјежђу Береникина коса која се налази на листи објеката дубоког неба у Индекс каталогу.
Деклинација објекта је + 14° 59' 57" а ректасцензија 12h 28m 43,2s. Привидна величина (магнитуда) објекта IC 3392 износи 12,5 а фотографска магнитуда 13,3. IC 3392 је још познат и под ознакама UGC 7602, MCG 3-32-49, CGCG 99-65, VCC 1126, IRAS 12262+1516, PGC 41061.